# Марк Ролстон
Марк Ролстон (енгл. Mark Rolston; рођен 7. децембра 1956, Балтимор, Мериленд), амерички је позоришни, филмски и ТВ глумац. Углавном је познат по споредним улогама.
Глумио је у филмовима као што су Осми путник 2 (1986), Смртоносно оружје 2 (1989), Робокап 2 (1990), Бекство из Шошенка (1994), Брисач (1996), Светлост дана (1996), Гас до даске (1998), Двострука игра (2006) између осталих.